# Дибуны

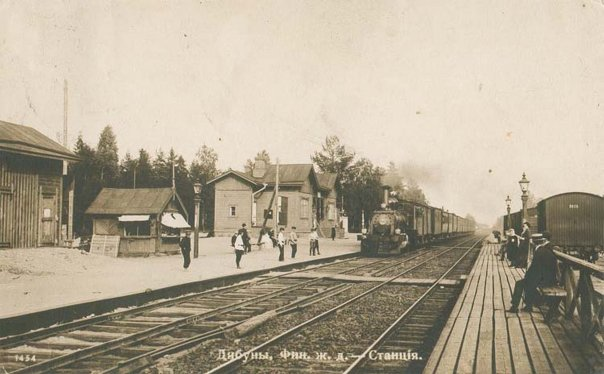
Железнодорожная станция Дибуны, 1910 г.

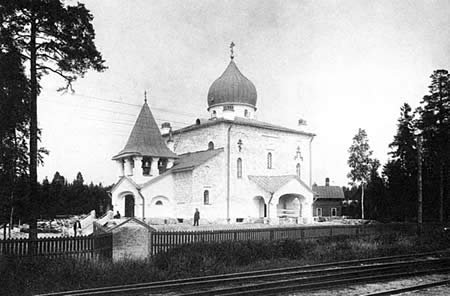
Церковь св. Петра и Павла в пос. Песочном, рядом со ст. Дибуны, 1910 г.

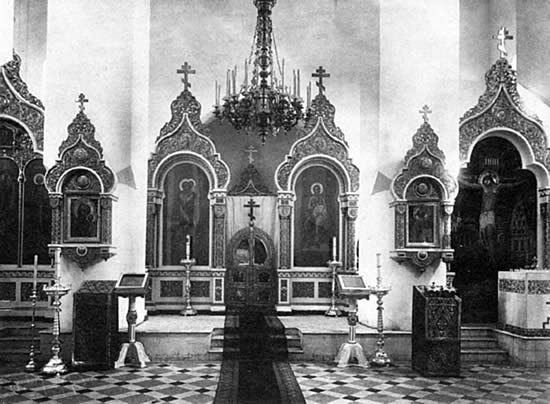
Интерьер церкви св. Петра и Павла в пос. Песочном, рядом со ст. Дибуны, 1910 г.

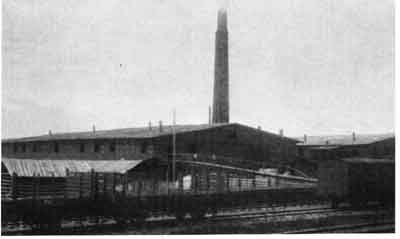
Кирпичный завод кн. Вяземской в Графском

Дибуны́ (фин. Tipuna) — название части посёлка Песочный в Курортном районе Санкт-Петербурга, расположенной на правом берегу Чёрной речки.

## История
До 1917 года поселок назывался Дыбун. Одноимённая железнодорожная станция (построена в 1902 году) на участке Санкт-Петербург—Выборг, между станциями Графская (Песочная) и Белоостров.
По одной из версий посёлок получил название от высокого холма Дыбун. По другой — название Дибуны происходит от слова «дыбун» (фин. Tipuna), то есть трясина, болото.
До революции местность входила в состав Осиноворощинской волости Санкт-Петербургского уезда. В 1938 году поселок Дибуны вошёл в состав посёлка Песочный.
В начале XVIII века на Чёрной речке у Дибунов были найдены залежи болотной железной руды. В 1728 г. здесь были построены две домницы, а затем в 1735 г. завод по производству чугуна и стали. Чернорецкий завод стал главным поставщиком сырья на Сестрорецкий оружейный завод. В 1769 г. Чернореченские заводы были подарены Екатериной II Потёмкину, но вскоре были выкуплены у него казной.
В 1880 году в Дибунах был основан кирпичный завод, принадлежавший княгине М. В. Вяземской. На нём работало 200 человек.
В начале XX века пригороды Петербурга охватил дачный бум. Часть земель, расположенных на правом берегу Чёрной речки и принадлежавших графу Стенбок-Фермор, были проданы для устройства на них дачного посёлка. В то же время на землях, расположенных на левом берегу Чёрной речки и принадлежавших графине Е. В. Левашовой и княгине М. В. Вяземской, возникло небольшое селение Графская колония или просто Графская (совр. посёлок Песочный).
Церковь св. апп. Петра и Павла.

### Архивные данные[2]
Сохранились документы из истории деревни Дыбун Санкт-Петербургской губернии, и уезда, касающиеся проведения межевания:

«...межевания в деревне Дыбуна 1807 года октября 29 дня по указу императора Александра I, так как оная деревня была в 1779 году обойдена в общую округу с Белоостровскою вотчиною землемером капитаном Михайло Дьковым с ея пашенными землями, сенными покосами, лесными и прочими угодьями, которые состоят по всемилостивейшему пожалованию в вечное и потомственное владение тайного советника каргера коллегии вице-президента и кавалера Ивана Григорьевича Долинского от всех смежных посторонних земель как следует: начало межи смежным от разной землёй от деревень Лисьего Носу и от оной деревни Сестрорецкого оружейного завода Ведомства государственной военной коллегии Артиллерийской экспедиции, мызы Осиновой рощи, владелицы надворной советницы Анны Фёдоровны Огородниковой на берегу Чёрной речки, и землёй, на коей поселён крестьянский двор владения коммерции советника и кавалера Александра Васильевича Ольхина...»... «В той деревне обмежованной от всех смежных земель одною окружною межою по нынешней мере состоит под крестьянским строением. Огородами и гуменниками триста шестьдесят восемь кв. сажень, чистого сенного покоса 17 десятин, суходолу 20709 кв. саженей, бору по нём дровяного и часть строевого леса 76 десятин, 1336 кв. сажень водяного болота и прочих земель».

По ревизской сказке в деревне было: дворов 4, в которых проживало мужского пола — 8 душ, женского пола — 8 душ.
В середине XIX века на берегах Чёрной речки расположились две деревни Дыбун. Одна, располагалась по левому берегу, и земли принадлежали графине Авдотье Васильевне Левашовой. По регистрационному номеру селение имело № 432, принадлежащее к Осинорощинской волости. Другая, располагалась по правому берегу реки, и принадлежала отставному гвардии штабс-капитану Ивану Ивановичу Вашутину, который владел также и Лисьим Носом, селения эти относились к Стародеревенской волости. Деревня Дыбун имела регистрационный номер по переписи 433.
После кончины Вашутина деревня Дыбун перешла в наследство Наталье Константиновне Бруннер (по первому браку Вашутина).
По уставной грамоте. Выданной крестьянам деревни Дыбун помещиком Вашутиным в деревне проживало 9 крестьян мужского пола, в пользование которых выделялся земельный надел.
Перепись населения, проведённая в 3-м стане СПб уезда в 1864 году, характеризовала значительный рост населения в отдельных деревнях, в том числе Дыбун (№ 432) — 4 двора, 9 мужчин, 12 женщин. Дыбун (№ 433) — 3 двора, 8 мужчин 16 женщин.
Дальнейшее развитие деревня Дыбун получила в годы строительства железной дороги СПб — Гельсингфорс. Среди крестьян деревни, чьи земли отошли по специальному соглашению Министерства путей сообщения, были Иван Пелля, Михаил Пелля и Егор Илле, а также Рейкоине. Это было в 1868 году.

## Фотогалерея

Прошлое и настоящее
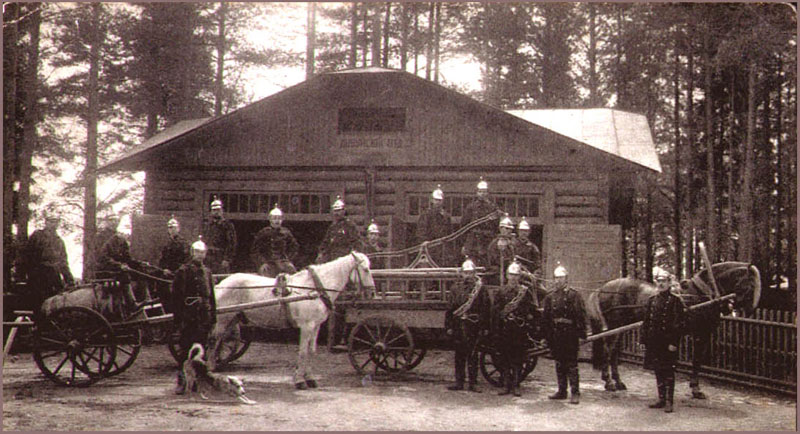
Пожарная часть до 1917 года
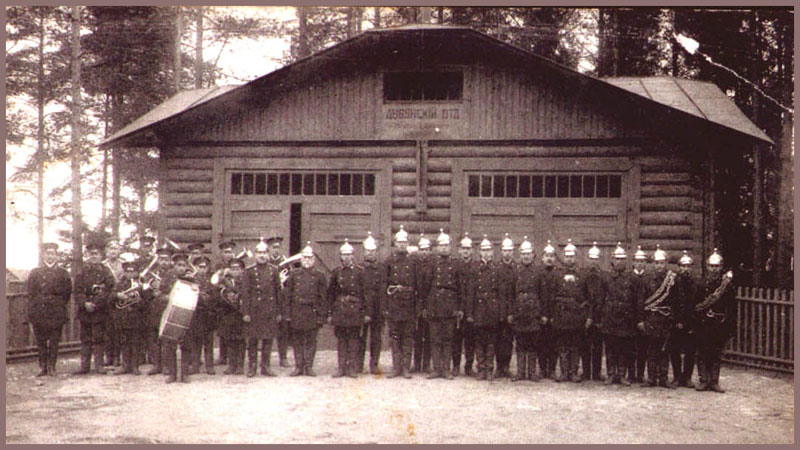
Пожарные
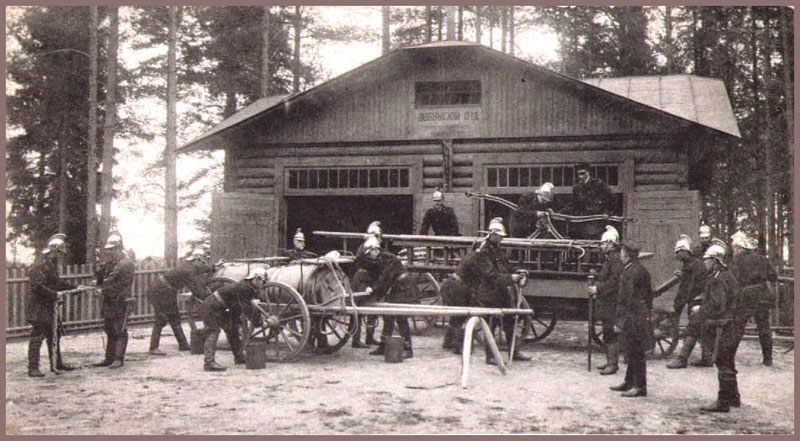
Пожарные
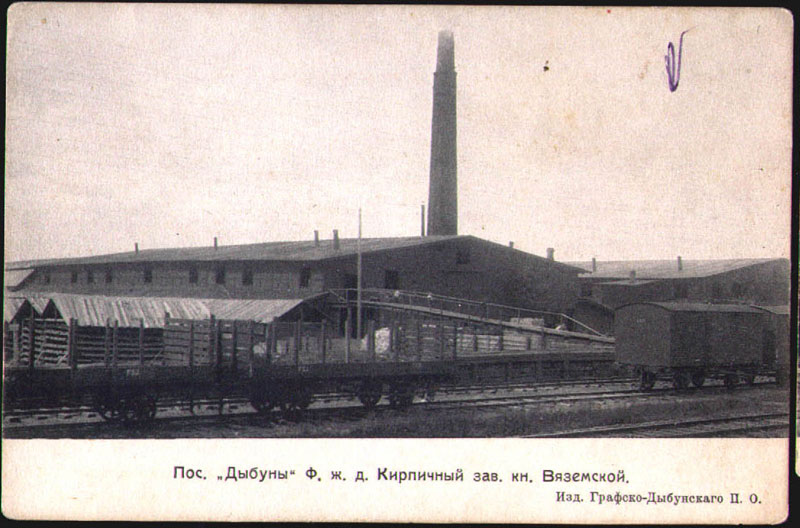
Кирпичный завод до 1917 года
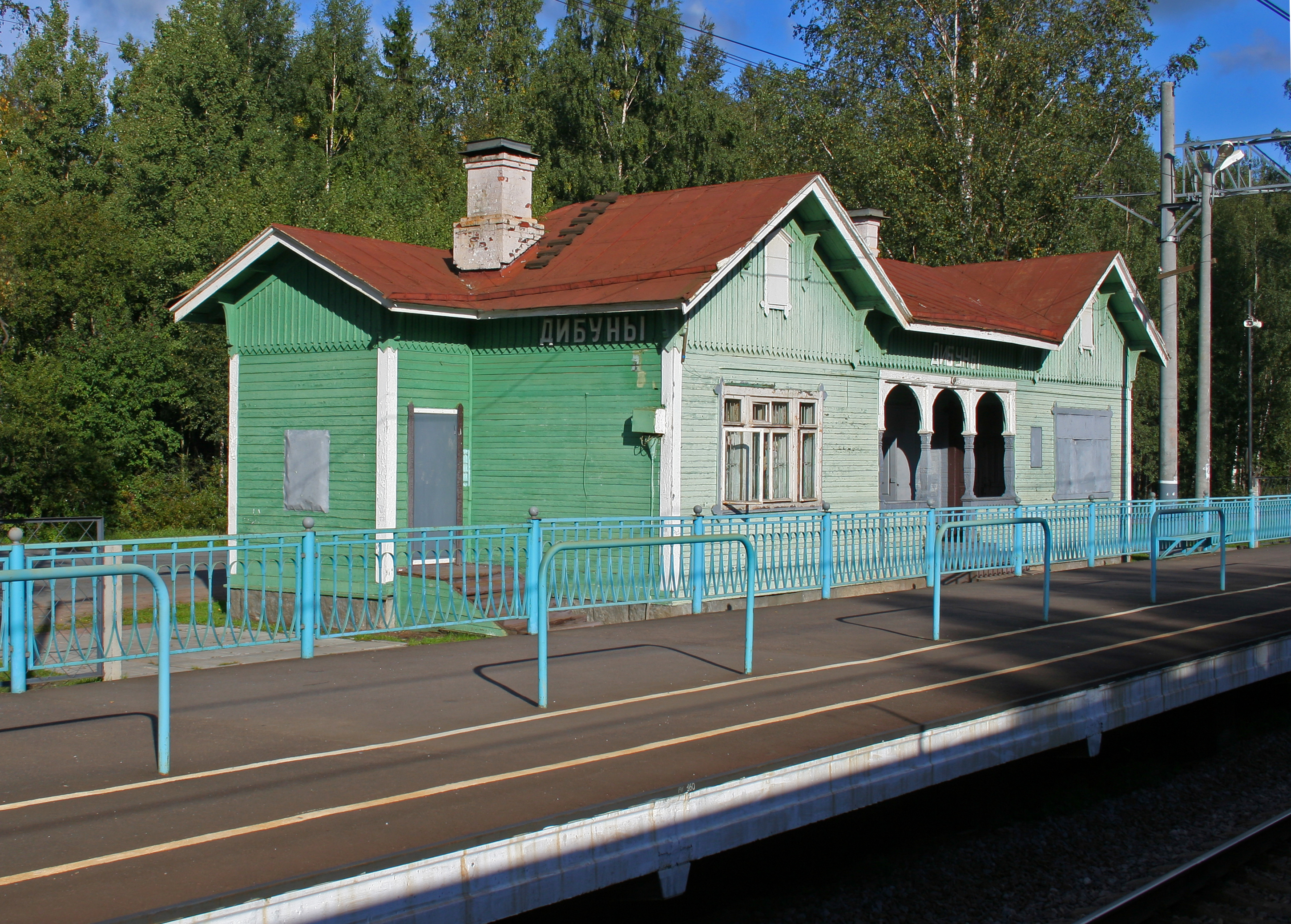
Платформа «Дибуны» в 2010 году
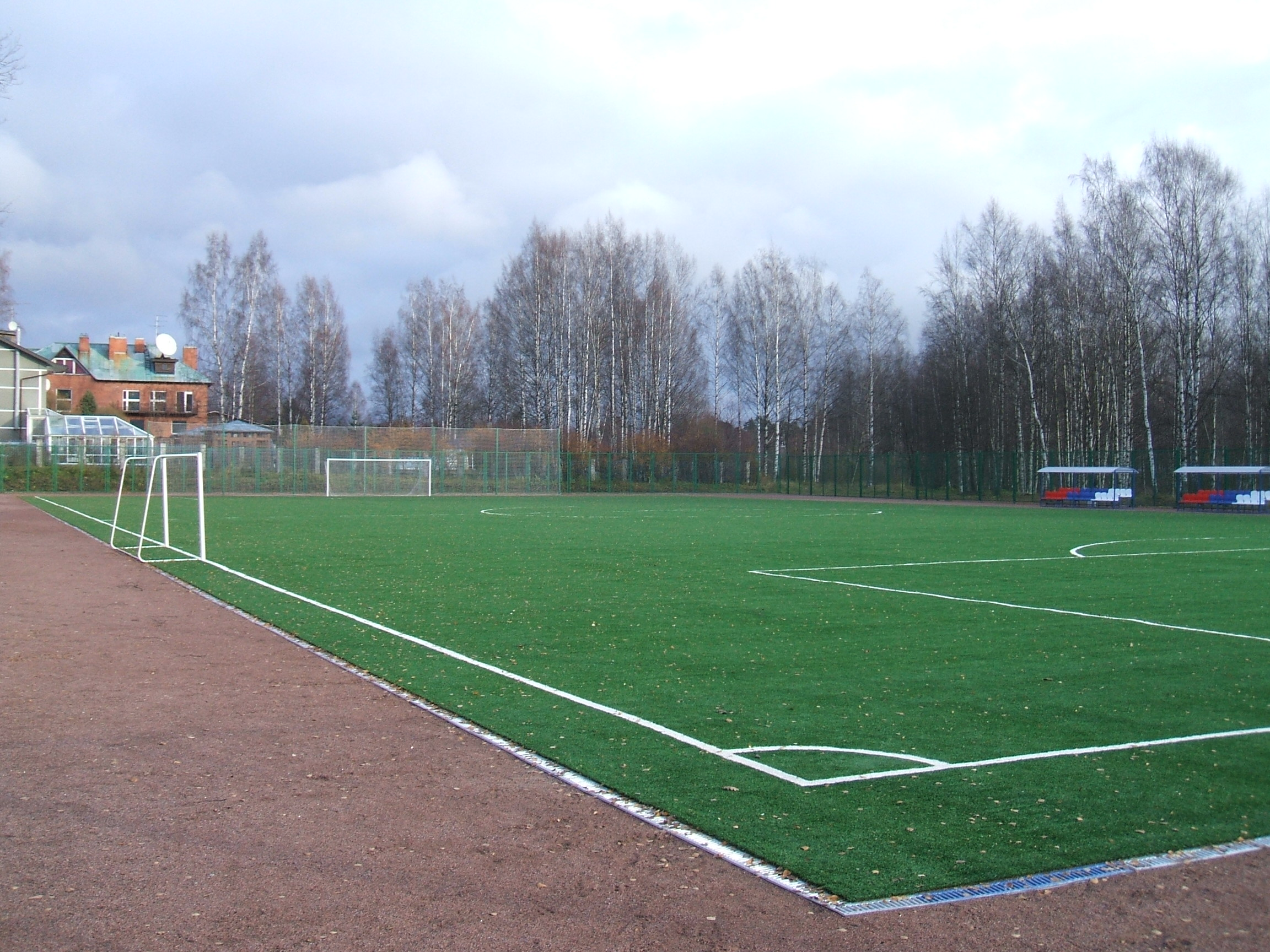
Стадион на Пионерской ул., построенный в 2010 году